# Нансук

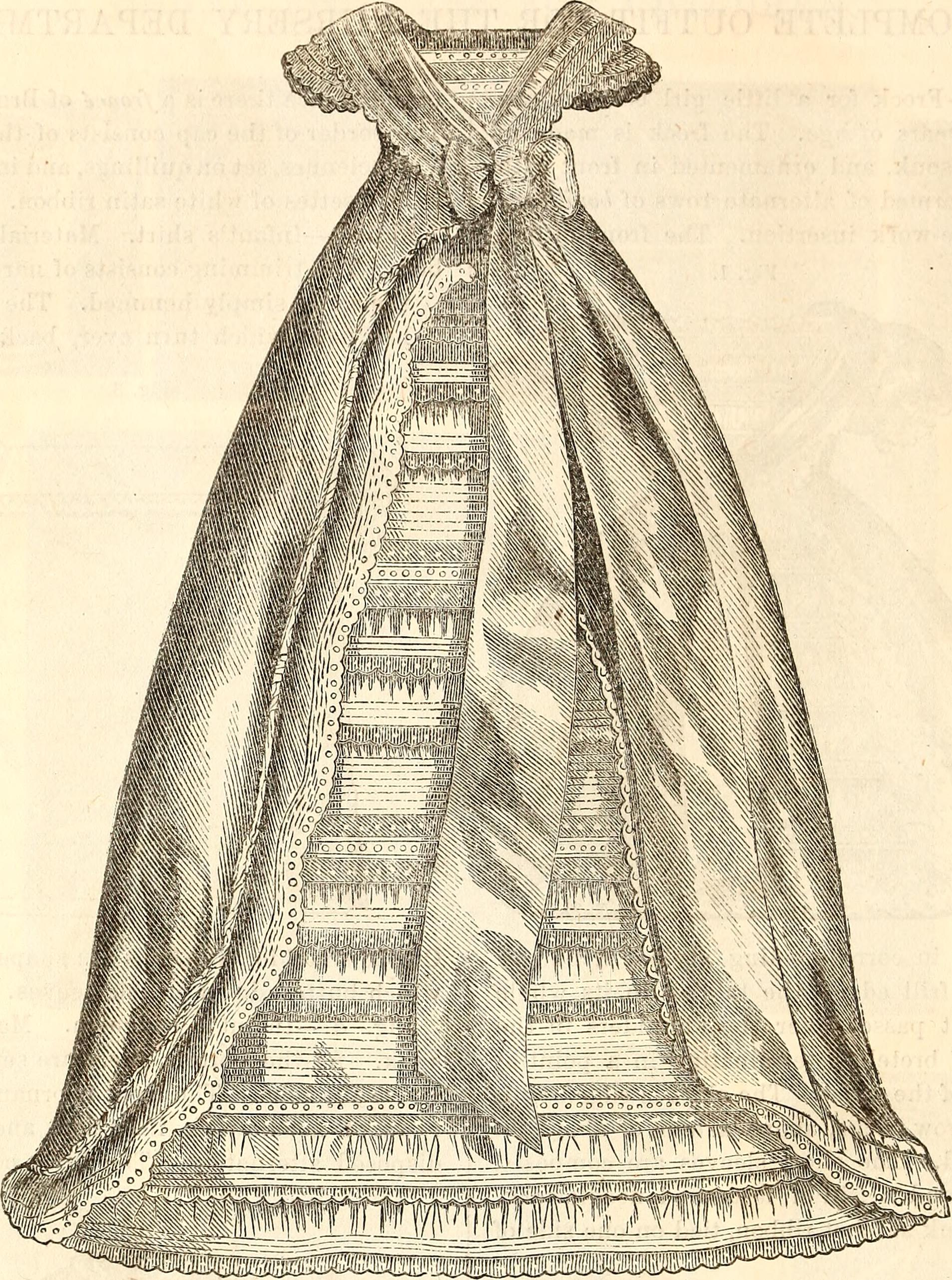
Платье для леди из тончайшего нансука. 1840

На́нсу́к (фр. nansouk) — тонкая и прочная отбелённая хлопчатобумажная ткань полотняного переплетения из тонкой высококачественной пряжи. Обладает гладкой поверхностью и шелковистым блеском. Иногда выпускается с текстильным орнаментом в полоску или клетку. Разновидность муслина. Преимущественно используется для пошива белья. Название происходит из хинди, в русский язык термин пришёл через французский.
Первоначально выпускался из импортируемого из Англии хлопчатобумажного сырья. После Войны за независимость в Северной Америке Россия закупала хлопок оттуда, в связи с чем распространились хлопковые ткани с «американскими названиями», например, «луизиана». С присоединением к России Средней Азии хлопковые ткани подешевели и бельё из нансука стало доступно населению со средним достатком. Кофточки из нансука упоминаются в романе Л. Н. Толстого «Анна Каренина».